# Roze in Blauw

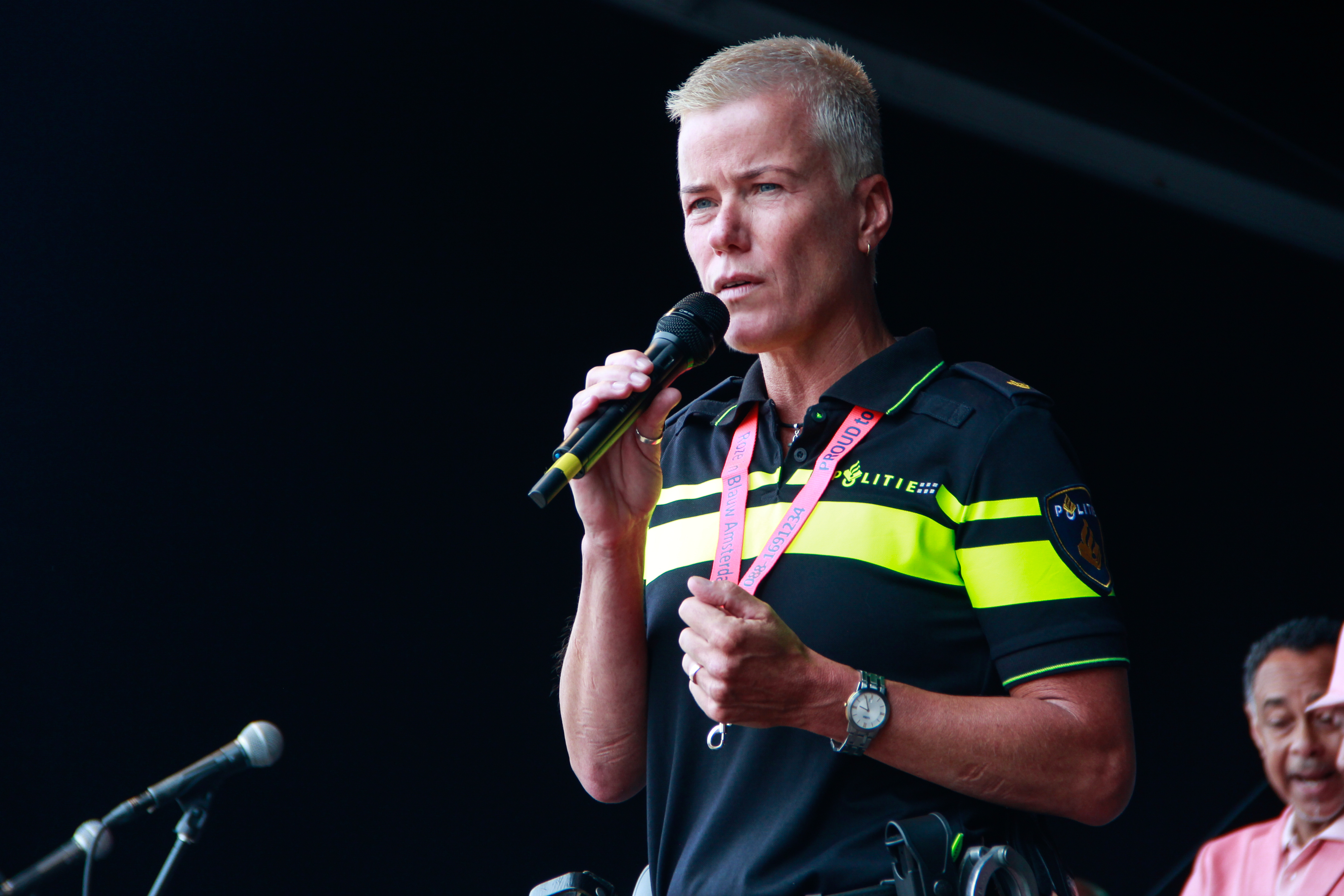
Voormalig voorzitter Ellie Lust van Roze in Blauw regio Amsterdam

Roze in Blauw (RiB) is een netwerk binnen de Nederlandse nationale politie dat zich speciaal bezighoudt met de bestrijding van antihomoseksueel geweld en de ondersteuning van slachtoffers daarvan.

## Organisatie
Roze in Blauw bestaat uit agenten die zelf homoseksueel, lesbisch, biseksueel of transgender zijn en daardoor laagdrempeliger aanspreekbaar zijn voor slachtoffers van antihomoseksueel geweld, onder meer via een speciaal telefoonnummer en e-mailadres.
Er zijn Roze in Blauw-teams binnen alle regionale eenheden van de politie, alsmede bij de landelijke eenheid, het Politie Dienstencentrum en de Politieacademie. Roze in Blauw Nederland (RiB NL) fungeert als overkoepelend samenwerkingsverband.

## Taken
Roze in Blauw heeft tot doel om de aangiftebereidheid in geval van antihomoseksueel geweld te verhogen door de drempel daartoe te verlagen en slachtoffers ondersteuning en hulp te bieden. Daarnaast worden contacten onderhouden met lgbt- en hulpverleningsorganisaties en wordt voorlichting gegeven ter preventie van geweld tegen de lgbt-gemeenschap.
Binnen de politieorganisatie bieden leden van Roze in Blauw advies aan collega's, bevorderen zichtbaarheid en diversiteit van de medewerkers en geven aan de Politieacademie les over antihomogeweld en seksuele diversiteit.
Ten slotte zijn leden van Roze in Blauw geüniformeerd aanwezig bij homo-evenementen zoals de 4 mei herdenking op het Homomonument, op Roze Zaterdag, Roze Maandag en bij de Amsterdam Gay Pride.

## Geschiedenis
Roze in Blauw is ontstaan uit twee verschillende initiatieven van individuele politiemensen:
- Een in 1989 ingestelde werkgroep voor homo-emancipatie in de politieregio Den Haag
- Een in 1998 ter gelegenheid van de Gay Games opgericht netwerk bij de Amsterdamse politie

### Den Haag
Vanuit de werkgroep in Den Haag werd op 25 september 1997, in het hoofdbureau van politie Haaglanden, de eerste in Nederland gehouden landelijke conferentie over homo-emancipatie bij de politie georganiseerd. Door een financiële bijdrage van het ministerie van Binnenlandse Zaken was de deelname aan deze conferentie kosteloos. De conferentie was het startsein voor de campagne "Roze in het blauw". Op 25 september 1997 wapperden voor het eerst regenboogvlaggen op de politiebureaus in de politieregio Haaglanden. Een enkel bureau onttrok zich aan dit initiatief omdat de bureauleiding zich niet kon vinden in de extra aandacht voor homo-emancipatie.
Voor de conferentie was minister Dijkstal uitgenodigd om 'de Kast' aan de Nederlandse politie aan te bieden. Het ging om een echte kast die laden had die de korpsen konden vullen met hun eigen plannen en ideeën voor homo-emancipatie en die vervolgens ging rouleren langs regionale korpsen. Als eerste ontving de korpsbeheerder van de politie Haaglanden de Kast. In september 1998 ontving de Kast tijdens het vijfde "ENP Bi-annual International Policewomen's Conference" in Tampere de nominatie voor de "1998 ENP Equal Oppertunities Award" vanwege het verbeteren van het werkklimaat voor homoseksuele politiemensen in Nederland.

### Amsterdam
In de aanloop naar de Gay Games 1998 namen inspecteur Ellie Lust en brigadier Frido Stein van de Amsterdamse politie het initiatief om de bezoekers van dat evenement op een positieve manier tegemoet te treden onder de slogan "Proud to be your friend". Een jaar later werd dit initiatief geformaliseerd onder de naam "Homonetwerk Roze in Blauw". Omdat lesbische, biseksuele en transgendervrouwen zich niet herkenden in de term 'homo', werd in 2010 de naam gewijzigd in "Politienetwerk Roze In Blauw Amsterdam".
Om de bekendheid van Roze in Blauw te vergroten ontstond op een gegeven moment het idee om mee te doen aan de Canal Parade van de Amsterdam Gay Pride. Onder meer voorzitter Ellie Lust had echter bedenkingen vanwege de vraag of louter feestend op een boot staan wel professioneel genoeg was. Als compromis voer Roze in Blauw tijdens de botenparade van 2008 mee op een boot van de waterpolitie, zodat deelname toch functioneel bleef. De reacties waren dermate enthousiast, dat in het volgende jaar met een aparte politieboot werd meegevaren, maar wel weer met strikte regels voor een professionele uitstraling.

### Vanaf 2014
In 2014 kreeg elke politie-eenheid in Nederland een contactpersoon vanuit Roze in Blauw en zijn er ook Roze in Blauw-teams gekomen voor Rotterdam, Midden-Nederland en Oost-Nederland. Binnen de eenheid Zeeland-West-Brabant werd Roze in Blauw in 2015 verder uitgebouwd.
In 2016 organiseerde de Nederlandse politie voor het eerst een internationale conferentie over homoseksualiteit en genderidentiteit, waaraan werd deelgenomen door leden van politie en justitie uit 26 landen. Een tweede dergelijke conferentie zou in 2019 in Toronto plaatsvinden.
In september 2018 vertrokken voorzitter Ellie Lust en vice-voorzitter Frido Stein op, gevolgd door de twee andere bestuursleden, zodat uiteindelijk het hele bestuur van Roze in Blauw was teruggetreden. Lhbt-belangenorganisatie COC sprak zijn zorg uit over deze ontwikkeling.